# Ibn Rušd
Abu Al-Valid Mohamed Ibn Ahmed Ibn Mohamed Ibn Rušd ali Averroës (arabsko ابن رشد), andaluzijski filozof, logik, znanstvenik in zdravnik, komentator Aristotela * 1126 (leto hidžre 520), Kordoba, Španija, † 10. december 1198, Maroko.
Ibn Rušd velja za enega najpomembnejših islamskih filozofov španskega porekla v srednjem veku. Najbolj poznan je po prevodih in komentarjih k Aristotelovim delom, poskusu pomiritve med razumom in religijo znotraj islama in vplivu na kasnejšo tradicijo krščanskega in judovskega averroizma, radikalne aristotelijanske filozofske smeri, ki je bila v konfliktu z uradnimi doktrinami tako krščanstva kot tudi judaizma. Ibn Rušd je deloval v Andaluziji v Španiji v obdobju tik pred ponovno osvojitvijo večjega dela islamske Španije.

## Življenje
Rojen je bil v ugledni družini malikijskih pravnikov. Njegov ded je bil vrhovni sodnik na almoravidskem dvoru v mestu Kordoba, prav tako je bil sodnik tudi oče. Zato se je smatralo za samoumevno, da si je Ibn Rušd najprej pridobil pravno izobrazbo, zatem pa se v skladu s spološno izobrazbeno omiko islamske Španije izobrazil še v medicini, astronomiji in filozofiji. Razen vsestranskega učenjaka Ibn Badže, ki je na Ibn Rušda vplival predvsem z znanjem astronomije in fizike, njegovi učitelji niso znani, znano pa je, da je prijateljeval s še enim slovitim filozofom in zdravnikom Ibn Tufajlom (latinsko Abubacer Aben Tofail), ki je služboval na dvoru  drugega almohadskega emirja Abu Jakuba Jusufa. Ibn Tufajl je mladega učenjaka priporočil emirju, ki se je tudi zanimal za filozofijo, še posebej pa za Aristotela. Emir je bil tisti, ki je mecensko spodbudil Ibn Rušda, da napiše komentarje vseh takrat znanih Aristotelovih del. Na dvoru se je spoznal še z uglednim zdravnikom Ibn Zuhrom (latinsko Avenzoar), ki je postal njegov praktični vodič in prijatelj. S smislom za medicinsko opazovanje telesa, se je Ibn Rušd lahko intelektualno osamosvojil od še vedno pretežno mističnih mentorjev Ibn Tufajla in Ibn Badže ter bil sposoben osvojiti, interpretirati in ovrednotiti Aristotelovo filozofijo neodvisno od sodobnikov, ki so Aristotela interpretirali skozi optiko novoplatonistov.   
Pod Almohadi je vseskozi karierno napredoval: od leta 1169, ko je bil imenovan za sodnika v Seviliji, pa do leta 1182, ko je bil imenovan za vrhovnega sodnika Kordobe in glavnega dvornega zdravnika v Marakešu, kjer se je nahajal dvor Almohadov. Po smrti emirja Jusufa I. leta 1184, je nekaj časa užival bogato naklonjenost tretjega emirja Jakuba Al-Mansurja. Ibn Rušdov položaj na dvoru se je drastično poslabšal po Al-Mansurjevi zmagi nad kristjani v bitki pri Alarcosi leta 1195. Razlogi, da se je emir odpovedal Ibn Rušdu in ga prepustil sodnemu pregonu, niso znani, verjetno pa si je Ibn Rušd v vseh letih delovanja na dvoru nabral dovolj veliko število vplivnih nasprotnikov, ki so ga lahko očrnili pri vladarju z obtožbami o nelojalnosti in proti njegovi religiozni primernosti. Po razsodbi komisije, ki so jo sestavljali verski učenjaki (uleme), se je za krajši čas umaknil v izgnanstvo, a ga je emir na prošnjo nekaterih njegovih dvorjanov ponovno pozval nazaj v Marakeš, kjer mu je vrnil nekdanje dvorne funkcije. Umrl je decembra leta 1198. Tri mesece kasneje so njegovo telo ekshuminirali in ga prenesli v rodno Kordobo, kjer so ga svečano pokopali. Na tem pogrebu je bil navzoč tudi sufijski mistik Ibn Arabi.

## Dela
Ibn Rušdov obsežen opus obsega dela, ki pokrivajo področja filozofije, logike, slovnice, teologije, medicine, matematike, fizike in prava. Od najmanj 66 razprav, kolikor jih je napisal (nekaj je namreč apokrifov), se 28 del ukvarja s filozofijo, 20 z medicino, 8 z islamskim pravom, 5 s teologijo in 4 s slovnico.
V filozofiji največji delež zavzemajo komentarji k Aristotelovim delom, ki se delijo na velike komentarje (tafsir), srednje komentarje (talkhis) in povzetke (džami). Pomembno je vedeti, da se Ibn Rušd pri komentiranju ni posluževal Aristotelovih grških besedil, pač pa je njegovo filozofijo poznal zgolj preko arabskih prevodov. V velikih komentarjih, ki zadevajo pomembnejša Aristotelova dela Metafiziko, Drugo analitiko, O duši, O nebu in Fiziko se poslužuje nadrobnih in obširnih analiz, ki stapljajo Ibn Rušdovo misel z Aristotelovo. V srednjih komentarjih, ki jih je 16, je manj obširen, še vedno pa se njegove misli težko loči od Aristotelovih. Zato pa je v povzetkih, ki so zgolj štirje, od tega en povzetek Platonove Države, toliko osebnejši. Komentiral je tudi spise ostalih filozofov, med njimi antičnega komentatorje Aleksandra Afrodizijskega in zgodnje islamske filozofe ter sodobnike.
Drugi sklop filozofsko orientiranih del predstavljajo njegova izvorna dela, v katerih razpravlja o razmerju med filozofijo in religijo oziroma islamom. Ta dela vsebujejo njegov največji avtorski delež. V delu »Nesmiselnost (Al-Gazalijevega) nesmisla (filozofov)« arabsko تهافت التهافت Tahāfut al-Tahāfut) kritizira islamskega teologa in kritika filozofije Al-Gazalija, ki je v delu »Nesmisel filozofov« zavrnil celotno zgodnjo islamsko filozofijo, ki se je napajala pretežno iz novoplatonizma in ki je Aristotela dojemala kot filozofa, ki se dopolnjuje novoplatonizmu.